# Raul Perojo
Raul Perojo Valdes (ur. 27 maja 1974) – kubański florecista, brązowy medalista mistrzostw świata.
Podczas mistrzostw świata w Nîmes w 2001 roku Kubańczycy w składzie: Elvis Gregory, Oscar García, Raul Perojo i Eddy Patterson zdobyli brązowy medal w zawodach drużynowych. Był też między innymi czwarty drużynowo i ósmy indywidualnie na mistrzostwach świata w La Chaux-de-Fonds w 1998 roku.
Nigdy nie wziął udziału w igrzyskach olimpijskich.
Ponadto zdobył złoto drużynowo na igrzyskach panamerykańskich w Winnipeg (1999) oraz srebro drużynowo i brąz indywidualnie na igrzyskach panamerykańskich w Santo Domingo (2003).